# Соколовски окръг
Соколовски окръг (на полски: Powiat sokołowski) е окръг в Източна Полша, Мазовско войводство. Заема площ от 1131,17 км2. Административен център е град Соколов Подляски.

## География
Окръгът се намира в историческата област Подлясия. Разположен е в източната част на войводството.

## Население
Населението на окръга възлиза на 56 264 души (2013 г.). Гъстотата е 50 души/км2.

## Административно деление
Административно окръгът е разделен на 9 общини.
Градска община:
- Соколов Подляски

Градско-селска община:
- Община Косов Ляцки

Селски общини:
- Община Беляни
- Община Репки
- Община Сабне
- Община Соколов Подляски
- Община Стердин
- Община Церанов
- Община Яблонна Ляцка

## Фотогалерия
- Соколов Подляски
- Косов Ляцки